# Piptadenia obliqua
Piptadenia obliqua är en ärtväxtart som först beskrevs av Christiaan Hendrik Persoon, och fick sitt nu gällande namn av James Francis Macbride. Piptadenia obliqua ingår i släktet Piptadenia och familjen ärtväxter.

## Underarter
Arten delas in i följande underarter:
- P. o. brasiliensis
- P. o. obliqua